# Stefanos Kapino
Stefanos Kapino (řecky Στέφανος Καπίνο; * 18. března 1994, Pireus, Řecko) je řecký fotbalový brankář a reprezentant. Od ledna 2021 hráč německého klubu SV Sandhausen, kde je na hostování z Werderu Brémy.

## Klubová kariéra
Kapino hrál v Řecku za Panathinaikos FC, se kterým vyhrál v sezoně 2013/14 řecký fotbalový pohár. V červenci 2014 po MS 2014 přestoupil do německého 1. FSV Mainz 05.

## Reprezentační kariéra
Hrál za řecké mládežnické výběry U17, U19 a U21.
V A-mužstvu Řecka debutoval 15. listopadu 2011 proti týmu Rumunska.
Zúčastnil se Mistrovství světa 2014 v Brazílii, kam jej nominoval portugalský trenér Fernando Santos. Zde Řekové dosáhli svého historického maxima. Poprvé na světových šampionátech postoupili do osmifinále (ze základní skupiny C), tam byli vyřazeni Kostarikou v penaltovém rozstřelu poměrem 3:5 (stav po prodloužení byl 1:1). Kapino plnil roli náhradního brankáře a nezasáhl na turnaji ani do jednoho zápasu (jedničkou byl Orestis Karnezis).